# Alkes
Alkes  eller Alfa Crateris (α Crateris, förkortat Alfa Crt, α Crt)  som är stjärnans Bayerbeteckning, är en ensam stjärna belägen i den västra delen av stjärnbilden Bägaren. Den har en skenbar magnitud på 4,07 och är synlig för blotta ögat där ljusföroreningar ej förekommer. Baserat på parallaxmätning inom Hipparcosuppdraget på ca 20,5 mas, beräknas den befinna sig på ett avstånd på ca 159 ljusår (ca 49 parsek) från solen.

## Nomenklatur
Alfa Crateris har det traditionella namnet Alkes, som kommer från det arabiska الكاس alkās eller الكس Alka's, "bägaren". I stjärnkatalogen i kalendern Al Achsasi al Mouakket betecknades stjärnan som Aoul al Batjna, som översattes till latin som Prima Crateris, vilket betyder "den första bägaren".
År 2016 organiserade Internationella astronomiska unionen en arbetsgrupp för stjärnnamn (WGSN) med uppgift att katalogisera och standardisera riktiga namn för stjärnor. WGSN fastställde namnet Alkes för denna stjärna den 12 september 2016 som nu är inskrivet i IAU:s Catalog of Star Names. 

## Egenskaper
Alkes  är en orange till röd jättestjärna av spektralklass K1 III. Den anses vara en stjärna i horisontella grenen, vilket innebär att det förbrukar helium i dess kärna efter en heliumflash. Kalla stjärnor i horisontella grenen kallas ofta röda klumpjättar, eftersom de bildar en tydlig gruppering nära den heta sidan av den röda jättegrenen i HR-diagrammen av kluster med metallicitet liknande solens. Den har en massa som är ca 1,8 gånger större än solens massa, en radie som är ca 20 gånger större än solens och utsänder från dess fotosfär ca 77 gånger mera energi än solen vid en effektiv temperatur på ca 4 650 K.
Alkes skulle även kunna vara en stjärna i röda jättegrenen, som fortfarande förbrukar väte i ett skal runt en innesluten heliumkärna, med då vara något mindre massiv, äldre, svalare, större och mer lysande.